# Coosada
Coosada ist ein Ort im Elmore County des US-Bundesstaats Alabama mit einer Gesamtfläche von 18,7 km². Das U.S. Census Bureau hat bei der Volkszählung 2020 eine Einwohnerzahl von 1.217 ermittelt.

## Demographie
Bei der Volkszählung aus dem Jahr 2000 hatte Coosada 1382 Einwohner, die sich auf 472 Haushalte und 370 Familien verteilten. Die Bevölkerungsdichte betrug 75,7 Einwohner/km². 56,08 % der Bevölkerung waren weiß, 42,55 % afroamerikanisch. In 39 % der Haushalte lebten Kinder unter 18 Jahren. Das Durchschnittseinkommen betrug 39405 Dollar pro Haushalt, wobei 10,9 % der Einwohner unterhalb der Armutsgrenze lebten.
2019 hatte Coosada 1298 Einwohner.